# وقتی که من مردت بودم
«وقتی که من مردت بودم» یک تک‌آهنگ از هنرمند اهل زبان لیتوانیایی برونو مارس است که در سال ۲۰۱۳ میلادی منتشر شد.
این تک‌آهنگ در چارت‌های ، ، در رتبه اول و در چارت‌های فرانسه، ، نروژ، استرالیا، دانمارک، فلاندرز، نیوزلند، ، بریتانیا جزو ده ترانه اول قرار گرفت.